# Natassia Malthe
Linn Natassia Malthe, simplement dite Natassia Malthe, est une actrice et mannequin norvégienne, née le 19 janvier 1974 à Oslo.

## Biographie
Son père norvégien est professeur et sa mère malaisienne est infirmière à la retraite. Elle a grandi en Écosse, en Norvège et au Canada. Elle a appris à danser dans plusieurs écoles de danse comme le Royal Winnipeg Ballet, le Goh Ballet Académie et le Norwegian Opera House pour lesquels elle a chanté et dansé tout en terminant ses études secondaires. Plus tard, elle s'est installée à Londres pour y étudier le théâtre musical. Ensuite, elle est allée au Canada et a débuté comme actrice à la télévision. Elle est également mannequin professionnel.
Au cinéma, on l'a vue dans Lake Placid, Fous d'Irène, 40 jours et 40 nuits, Flagrant délire, Halloween : Résurrection, Elektra, Chaos, Skinwalkers, DOA: Dead or Alive et Target.
Elle joue le rôle de l’héroïne Rayne dans BloodRayne 2: Deliverance et Blood Reich.
À la télévision, elle a fait des apparitions dans les séries : Millennium, Dead Zone et Fringe.
En octobre 2017, elle révèle avoir été violée par Harvey Weinstein en 2008 à Londres,, peu après la 61e cérémonie des British Academy Film Awards,.

## Filmographie

### Cinéma
- 1998 : Comportements troublants (Disturbing Behavior) : Mary Jo Copeland[1]
- 1999 : Lake Placid : Janine[1]
- 2000 : Fous d'Irène (Me, Myself and Irene) : Une actrice
- 2002 : 40 jours et 40 nuits (40 Days and 40 Nights) : La fille au lit
- 2002 : Flagrant délire (Stark Raving Mad) de Drew Daywalt (en) et David Schneider : Stacie
- 2002 : Halloween : Résurrection (Halloween: Resurrection) : French Maid
- 2002 : K-9: Enquêteur privé (K-9: P.I.) (vidéo) : Dirty Dancer
- 2003 : Ivresse et conséquences (A Guy Thing) : Melanie
- 2004 : Chicks with Sticks : Marcie Rutledge
- 2004 : Maxim Uncovered! Vol. 2 (vidéo) : Model
- 2005 : Devil's Highway : Michelle
- 2005 : Elektra : Typhoid[1],[2]
- 2005 : Wish You Were Here : Georgie
- 2005 : Bound by Lies (vidéo) : Randi Fuller
- 2005 : Awake de David Frank Gomes : Rebecca
- 2005 : La Belle Dame sans merci : The Lady
- 2005 : Chaos : Gina Lopez
- 2006 : Skinwalkers de  James Isaac : Sonja
- 2006 : DOA: Dead or Alive : Ayane
- 2007 : Sex and Death 101 : Bambi (#63)
- 2007 : BloodRayne 2: Deliverance (vidéo) : Rayne
- 2008 : The Other Side of the Tracks : Lucinda
- 2008 : Manslaughter : Toni
- 2009 : Alone in the Dark II (vidéo) : Turner
- 2009 : Slave : Georgie
- 2010 : Percy Jackson : Le Voleur de foudre : Lotus Land Waitress
- 2010 : Blood Reich : Rayne
- 2011 : In the Name of the King 2 : Manhatten
- 2012 : Target : Xenia
- 2012 : Black Box : Mary
- 2012 : Dragon's Rage : Perfidia
- 2013 : Vikingdom : L'Éclipse de sang : Brynna
- 2013 : Assault on Wall Street : Molly
- 2015 : The Good, the Bad, and the Dead : Christine[1]
- 2017 : Battle of the Drones : Valkyrie
- 2018 : Botticelli Murders : Mara Young
- 2018 : Alpha : Rho

### Télévision
- 1996 : Viper (série télévisée) : Trixie[1]
- 1997 : MillenniuM (série télévisée) : New Leslie
- 1998 : First Wave (série télévisée) : Maid
- 2000 : Dark Angel (série télévisée) : Redhead at Party
- 2001 : Trapped (Téléfilm) : Marisa
- 2001 : Sept jours pour agir (Seven Days) (série télévisée) : Lana
- 2001 : La Robe de mariée (The Wedding Dress) (Téléfilm) : Lula
- 2002 : The Chris Isaak Show (série télévisée) : Olivia Ulmer
- 2004 : Call Me: The Rise and Fall of Heidi Fleiss (Téléfilm) : Charisse
- 2004 : Dead Zone (série télévisée) : Tyler
- 2004 : Andromeda  (série télévisée) : Tolek
- 2005 : Katya - Victime de la mode (Confessions of a Sociopathic Social Climber) (Téléfilm) : Frangiapani
- 2005 : Bloodsuckers (Téléfilm) : Quintana
- 2006 : Dead and Deader (Téléfilm) : Dr. Boyce
- 2007 : Fallen (série télévisée) : Gadreel
- 2009 : Knights of Bloodsteel : Perfidia
- 2009 : The Assistants : Tabitha Tinsdale
- 2010 : Fringe : Linda[1]
- 2014 : Klinik unter Planen (téléfilm) : Lea Sass